# Aban (krater)
Aban – małej wielkości krater uderzeniowy na Marsie o średnicy 4,28 km. Znajduje się na półkuli północnej, niedaleko równika. W 1988 roku nazwany na cześć rosyjskiego miasta Aban leżącego w Kraju Krasnojarskim.